# Cantón de Moncoutant
El cantón de Moncoutant era una división administrativa francesa, que estaba situada en el departamento de Deux-Sèvres y la región de Poitou-Charentes.

## Composición
El cantón estaba formado por doce comunas:
- Chanteloup
- Clessé
- L'Absie
- La Chapelle-Saint-Étienne
- La Chapelle-Saint-Laurent
- Largeasse
- Le Breuil-Bernard
- Moncoutant
- Moutiers-sous-Chantemerle
- Pugny
- Saint-Paul-en-Gâtine
- Trayes

## Supresión del cantón de Moncoutant
En aplicación del Decreto n.º 2014-176 de 18 de febrero de 2014, el cantón de Moncoutant fue suprimido el 22 de marzo de 2015 y sus 12 comunas pasaron a formar parte del nuevo cantón de Cerizay.